# Bahnhof Wien Hütteldorf
Der Bahnhof Wien Hütteldorf wurde 1858 eröffnet und ist heute ein wichtiger Knotenpunkt des öffentlichen Personenverkehrs im Westen Wiens. Er befindet sich im 14. Gemeindebezirk, Penzing, in der Katastralgemeinde Hütteldorf, direkt am Wienfluss. Von 1858 bis zum 17. Februar 1883 trug der Bahnhof den Namen Hütteldorf, danach Hütteldorf-Hacking. Spätestens im Jahr 1978 wurde die damalige Stadtbahnstation in Hütteldorf umbenannt, 1983 änderten die Österreichischen Bundesbahnen (ÖBB) den Namen in Wien Hütteldorf.

## Bedeutung
Der Bahnhof Hütteldorf ist Knotenpunkt der Westbahn, der Verbindungsbahn und der Vorortelinie. Er wird von Fernzügen der privaten Bahngesellschaft WESTbahn sowie von CityjetXpress-, Regional-Express-, Regional- und S-Bahn-Zügen der Österreichischen Bundesbahnen bedient. Zudem ist er westlicher Endpunkt der Linie U4 der U-Bahn. Vom Autobusbahnhof und weiteren nahe gelegenen Haltestellen fährt eine Vielzahl regionaler und städtischer Buslinien ab. Bis in die Nachkriegszeit fungierte der Bahnhof auch als stark frequentierte Umsteigstelle des Freizeitverkehrs in den Wienerwald.

## Geschichte

### Eröffnung durch die Kaiserin Elisabeth-Bahn
Den Hütteldorfer Bahnhof nahm die k.k. privilegierte Kaiserin Elisabeth-Bahn (KEB) am 15. Dezember 1858, zusammen mit dem ersten Abschnitt der Westbahn, in Betrieb. Sein Aufnahmsgebäude wies auffallenderweise bereits eine städtische Architektur auf. Eine Unterführung existierte damals noch nicht, vom Hausbahnsteig aus konnten die übrigen Bahnsteige nur durch Queren der Gleise erreicht werden.
Am 28. Juni 1883 ging schließlich die Verbindungskurve zur Verbindungsbahn in Betrieb, wodurch die mittlerweile Hütteldorf-Hacking genannte Station vom Durchgangsbahnhof zum Trennungsbahnhof wurde. Infolge der Verstaatlichung der KEB im Jahr 1884 betrieben fortan die k.k. Staatsbahnen die Station, wenngleich der Personenverkehr auf der Verbindungsbahn noch bis 1898 von der Südbahn-Gesellschaft abgewickelt wurde.

### Erweiterung für die Dampfstadtbahn
Mit Eröffnung der Vorortelinie und der Oberen Wientallinie der Wiener Dampfstadtbahn am 11. Mai 1898 beziehungsweise am 1. Juni 1898 mutierte Hütteldorf-Hacking zum Eisenbahnknoten, sein damaliges betriebliches Kürzel lautete HH. Zudem handelte es sich fortan um einen Gemeinschaftsbahnhof zweier verschiedener Bahnverwaltungen, da die Stadtbahn zwar von der Staatsbahn betrieben wurde, aber der Commission für Verkehrsanlagen in Wien gehörte. Letztere ließ vom Stadtbahn-Architekten Otto Wagner eine neue Bahnhofsanlage mit vier Mittelbahnsteigen, zwei Seitenbahnsteigen, einer Unterführung und diversen Teilgebäuden entwerfen. Die erhöht gelegenen Bahnsteige werden seither von zwei getrennten Aufnahmsgebäuden gerahmt. Ein unterirdischer Personentunnel mit integrierten Stadtbahnbögen verbindet seither die beiden Gebäude und erschließt die Bahnsteige. Das größere und höher gelegene nördliche/rechtsseitige Aufnahmsgebäude besitzt eine repräsentative Eingangshalle mit ornamentalem Schmuck im Stil der Wiener Secession. Das alte Aufnahmsgebäude von 1858 wurde 1896 abgerissen, die neuen Gebäude wie folgt baulich fertiggestellt:
- November 1895: Betriebsgebäude
- Oktober 1896: flussseitiges/südliches/linksseitiges Aufnahmsgebäude in der Hadikgasse 312
- November 1896: nördliches/rechtsseitiges Aufnahmsgebäude in der Keißlergasse 5, Betriebsgebäude
- Mai 1897: Waschküchengebäude
- Mai 1897: Wohngebäude für Diener, Mittelbahnsteige, Lokomotivremise, Kohlenschuppen, Wasserstationsgebäude, Güterschuppen mit Laderampe
- Juli 1897: Kaserne im Bahnhofsbereich

Für den reibungslosen Betrieb sorgten ab 1898 zunächst vier Stellwerke für insgesamt 61 Weichen und 17 Signale. Ab Mai 1899 waren es schließlich sechs Stellwerke, die 61 Weichenantriebe, 17 Signalantriebe und 25 Fahrstraßen steuerten. Zusammen mit dem Bahnhof Heiligenstadt gehörte Hütteldorf-Hacking damit zu den beiden betrieblich bedeutendsten Stationen der Stadtbahn. Mit deren Eröffnung wurde zudem das vormalige Bahnstationsamt in ein k.k. Bahnbetriebsamt umgewandelt, ferner eine Außenstelle der k.k. Heizhausleitung Heiligenstadt eingerichtet. Ebenso war Hütteldorf-Hacking eine von vier sogenannten Dispositionsstationen im Stadtbahnnetz.

### Adaptierung für die elektrische Stadtbahn
1924 übernahm schließlich die Gemeinde Wien – städtische Straßenbahnen (WStB) die Obere Wientallinie von der Commission für Verkehrsanlagen in Wien und integrierte diese in die fortan kommunal geführte Wiener Elektrische Stadtbahn, die Hütteldorf-Hacking ab dem 4. Juni 1925 bediente. Ihre Gleisanlagen wurden damals von denen der Staatsbahn getrennt, die Stadtbahn erhielt eine großzügige Wendeschleife mit einem Radius von 32 Metern. Diese wurde im Uhrzeigersinn, das heißt im Linksverkehr ohne Gleiskreuzung, befahren und hatte getrennte Ankunfts- und Abfahrtsbahnsteige sowie ein Überholgleis. Die Schleife umrundete den ebenfalls neuen Betriebsbahnhof. In ihm standen insgesamt 13 Hallengleise mit einer Kapazität für 99 Zweiachser zur Verfügung, zusätzlich existierte auf dem Gelände ein Stumpfgleis samt Starkstromanschluss für einen der beiden Umformerwagen. Für die Stadtbahn ließ die Gemeinde Wien zur Hadikgasse hin ein eigenes Aufnahmsgebäude errichten, seine Anschrift lautete Keißlergasse 3. Jedoch mussten die Hütteldorfer Fahrgäste zeitweise einen Umweg von fast 500 Metern durch die Unterführung Brudermanngasse einschlagen, weil der direkte Durchgang durch die Bahnhofsunterführung nur mit Fahrkarten der Staatsbahn gestattet war.
Im Gegenzug mussten 1925 die drei südlichen Gleise zu Stumpfgleisen umgebaut und ihre Bahnsteige verkürzt werden. Den Verkehr auf den sogenannten Nahstreckengleisen entlang der Westbahn übernahm in der Zwischenkriegszeit der sogenannte „Purkersdorfer Pendler“, der in Hütteldorf-Hacking seinen Ausgang hatte. Um eine dichte Frequenz bieten zu können, war bei diesen Zügen die Lokomotive als Zwischenlokomotive mittig zwischen den Wagen eingespannt, so dass sich das Umsetzen an den Endbahnhöfen erübrigte.

### Adaptierung für die U-Bahn
Im Zuge der bevorstehenden Integration der Oberen Wientallinie in das U-Bahn-Netz entstand schon ab 1977 ein neuer Mittelbahnsteig, die übrigen Bahnsteige blieben im Originalzustand erhalten. Die elektrische Stadtbahn bediente Hütteldorf letztmals am 28. August 1981, bevor zum 20. Dezember 1981 die Linie U4 den Betrieb dorthin aufnahm. Der Betriebsbahnhof der Stadtbahn wurde schon am 25. Oktober 1980 geschlossen, jedoch wurden die letzten Abstellgleise erst am 12. März 1981 gesperrt. Nach aufwändigem Umbau und Entfall der Wendeschleife entstand in Hütteldorf ersatzweise eine Abstellanlage für U-Bahn-Wagen.
2008 wurde ein Park+Ride-Parkhaus eröffnet, das mit dem U4-Bahnsteig durch einen Steg verbunden ist.
Seit der vollständigen Inbetriebnahme des Wiener Hauptbahnhofs am 13. Dezember 2015 werden alle ÖBB-Fernzüge auf der Westbahn durch den Lainzer Tunnel geführt und bedienen somit den Bahnhof Hütteldorf nicht mehr.

## Beschreibung
Das nördliche Aufnahmsgebäude auf der „Hütteldorfer Seite“ liegt an der Keißlergasse mit einem Busbahnhof als Vorplatz, wo auch ein Taxi- und ein Carsharing-Standplatz situiert sind. In unmittelbarer Nähe befand sich das Gerhard-Hanappi-Stadion. An dessen Stelle wurde das Allianz-Stadion, das im Sommer 2016 eröffnet wurde, gebaut. Das im Niveau tiefer gelegene südliche Gebäude auf der „Hackinger Seite“ ist vom Wienfluss durch die Hadikgasse getrennt. Über den Hackinger Steg gelangt man in den 13. Bezirk. Die beiden Aufnahmsgebäude sind durch eine Bahnsteigunterführung miteinander verbunden.
In den beiden Aufnahmsgebäuden sind einige kleinere Geschäftslokale, der Fahrkartenschalter der Österreichischen Bundesbahnen sowie die U-Bahn-Stationsaufsicht der Wiener Linien untergebracht. Der Bahnhof verfügt heute über insgesamt acht Bahnsteige, von denen im Normalfall sechs für den Personenverkehr und zwei ausschließlich für die U-Bahn genutzt werden. Vom kurzen Kopfbahnsteig 11 fahren die Züge der S45 Richtung Handelskai ab, vom Hausbahnsteig 1 fast alle Züge Richtung Westen (Fernzüge Richtung Linz, Regionalzüge Richtung St. Pölten, S80 und S50 nach Unter Purkersdorf und Rekawinkel). Die Züge zum Westbahnhof (u. a. S50) sowie Richtung Meidling (S80) fahren von den Bahnsteigen 3/4 und 5/6 ab. Die Züge der U4 Richtung Innenstadt und weiter nach Heiligenstadt halten am Mittelbahnsteig im südlichen Teil des Bahnhofs, westlich ist eine vollautomatische eingleisige Wendeanlage angeschlossen, östlich eine Abstellhalle für die Züge.
Alle Bahnsteige sind mit Aufzügen zu erreichen, die Bahnsteige 1 und 11 besitzen außerdem einen niveaufreien Ausgang zum Busbahnhof Keißlergasse. Fahrtreppen führen von der Bahnsteigunterführung zum Aufnahmsgebäude Keißlergasse, zu den Bahnsteigen 3/4 sowie vom Aufnahmsgebäude Hadikgasse zum U4-Bahnsteig.
Im Bahnhof Wien Hütteldorf dienen mehrere Gleise dem Güterverkehr, der ganztägig über die Verbindungsbahn zur Südbahn und Donauländebahn vor allem zum Zentralverschiebebahnhof Wien-Kledering abgewickelt wird.

## Verkehrsanbindung
| Linie        | Verlauf |
| ------------ | --- |
| WESTbahn     | Wien Westbahnhof – Wien Hütteldorf – St. Pölten Hbf – Amstetten – Linz Hbf – Wels Hbf – Attnang-Puchheim – Vöcklabruck – Salzburg Hbf (– Rosenheim – München Ost – München Hbf /– Kufstein – Wörgl Hbf – Innsbruck Hbf)                                                                                                   |
| CJX5         | Wien Westbf – Wien Hütteldorf – Tullnerfeld – St. Pölten Hbf – Amstetten (– St. Valentin) |
| REX51        | Wien Westbf – Wien Penzing – Wien Hütteldorf – Purkersdorf – Neulengbach – St. Pölten Hbf |
| Vorortelinie | Wien Handelskai – Wien Heiligenstadt – Wien Oberdöbling – Wien Krottenbachstraße – Wien Gersthof – Wien Hernals – Wien Ottakring – Wien Breitensee – Wien Penzing – Wien Hütteldorf |
| S50          | Wien Westbahnhof – Wien Penzing – Wien Hütteldorf – Wien Wolf in der Au – Wien Hadersdorf – Wien Weidlingau – Unter Purkersdorf – Purkersdorf Zentrum – Unter Tullnerbach – Tullnerbach-Pressbaum – Pressbaum – Dürrwien – Rekawinkel – Eichgraben-Altlengbach                                                            |
| S80          | Wien Hütteldorf – Wien Speising – Wien Meidling – Wien Matzleindorfer Platz – Wien Hauptbahnhof – Wien Simmering – Wien Haidestraße – Wien Praterkai – Wien Stadlau – Wien Erzherzog-Karl-Straße – Wien Hirschstetten – Wien Aspern Nord                                                                                  |
| U4           | Hütteldorf – Ober St. Veit – Unter St. Veit – Braunschweiggasse – Hietzing – Schönbrunn – Meidling Hauptstraße – Längenfeldgasse – Margaretengürtel – Pilgramgasse – Kettenbrückengasse – Karlsplatz – Stadtpark – Landstraße – Schwedenplatz – Schottenring – Roßauer Lände – Friedensbrücke – Spittelau – Heiligenstadt |

## Galerie

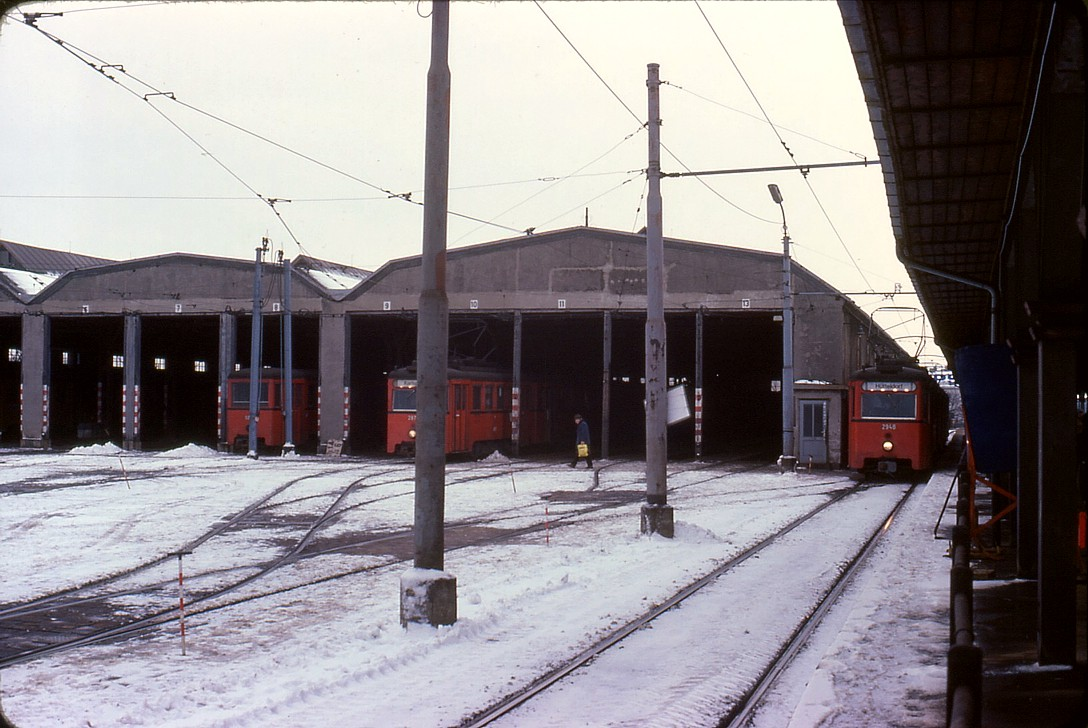
Ankommender Stadtbahnzug im Jänner 1979, links der damalige Betriebsbahnhof
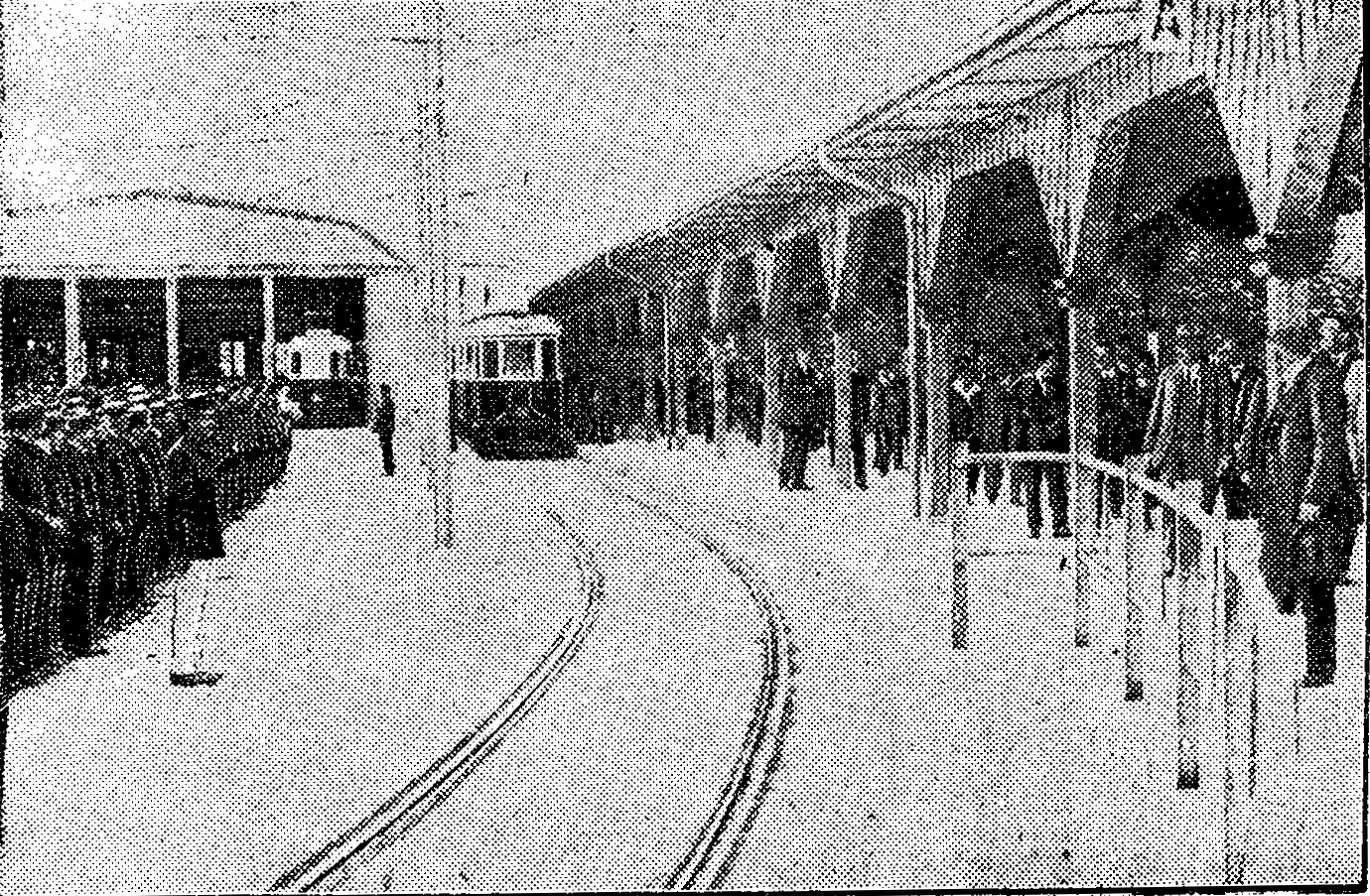
Juni 1925: „Der erste Zug mit den Festteilnehmern fährt, begrüßt von den Straßenbahnern und deren Musikkapelle, im Bahnhof Hütteldorf ein.“
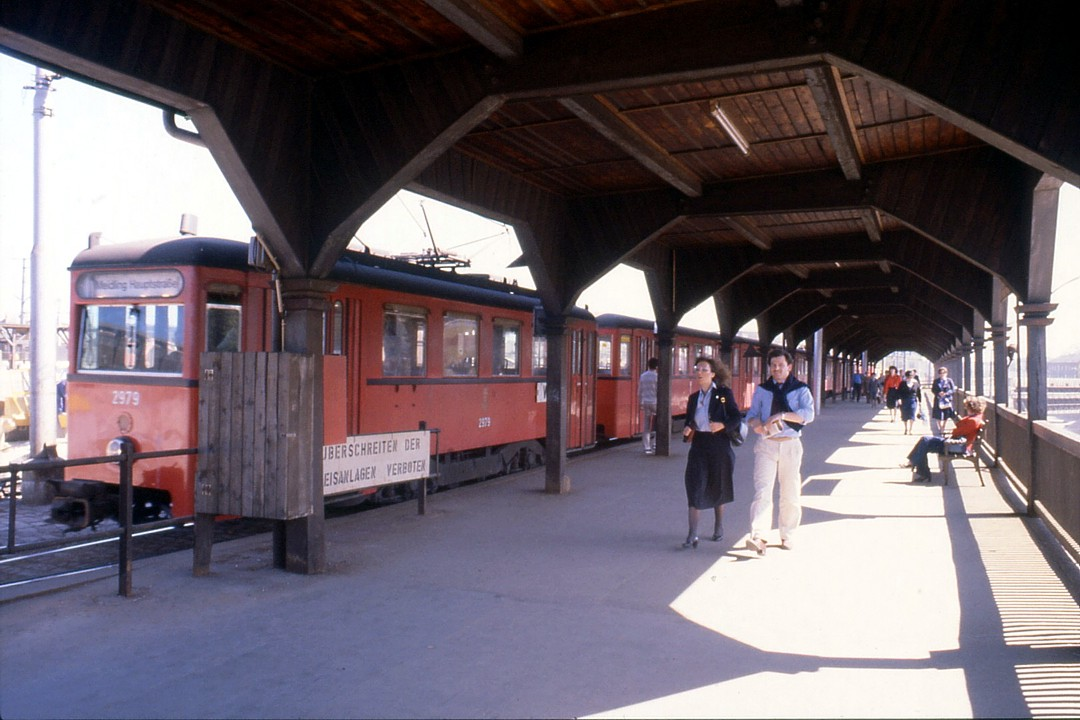
N1/n2-Stadtbahnzug am südlichen Ankunftsbahnsteig, April 1981
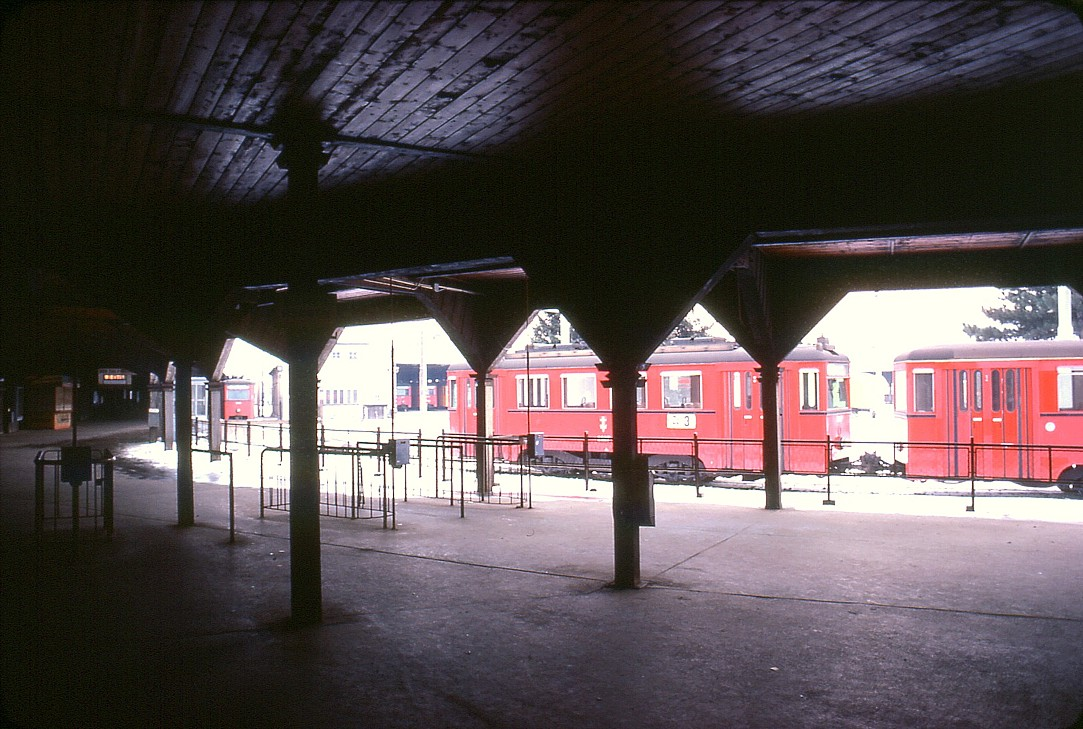
Zugang zum Abfahrtsbahnsteig der Stadtbahn, Jänner 1979
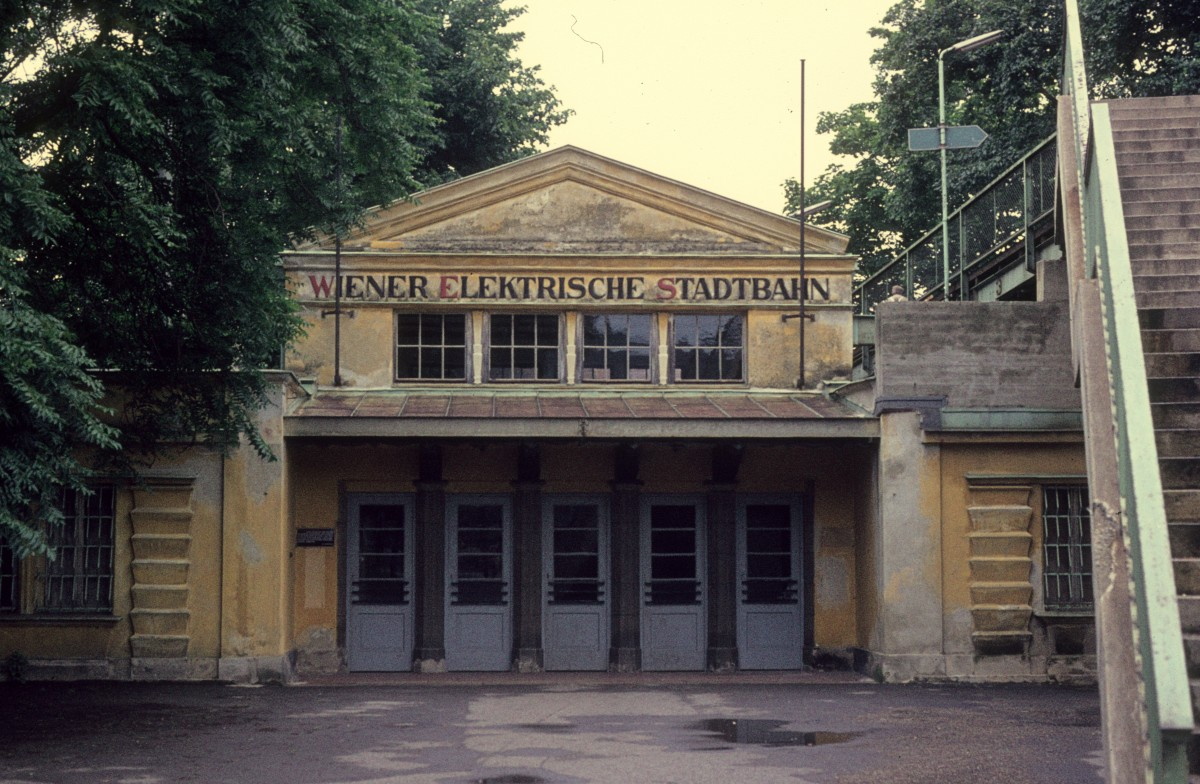
Ehemaliges Stationsgebäude der elektrischen Stadtbahn von 1925 im Juli 1974, abgerissen mit dem Umbau zur U4
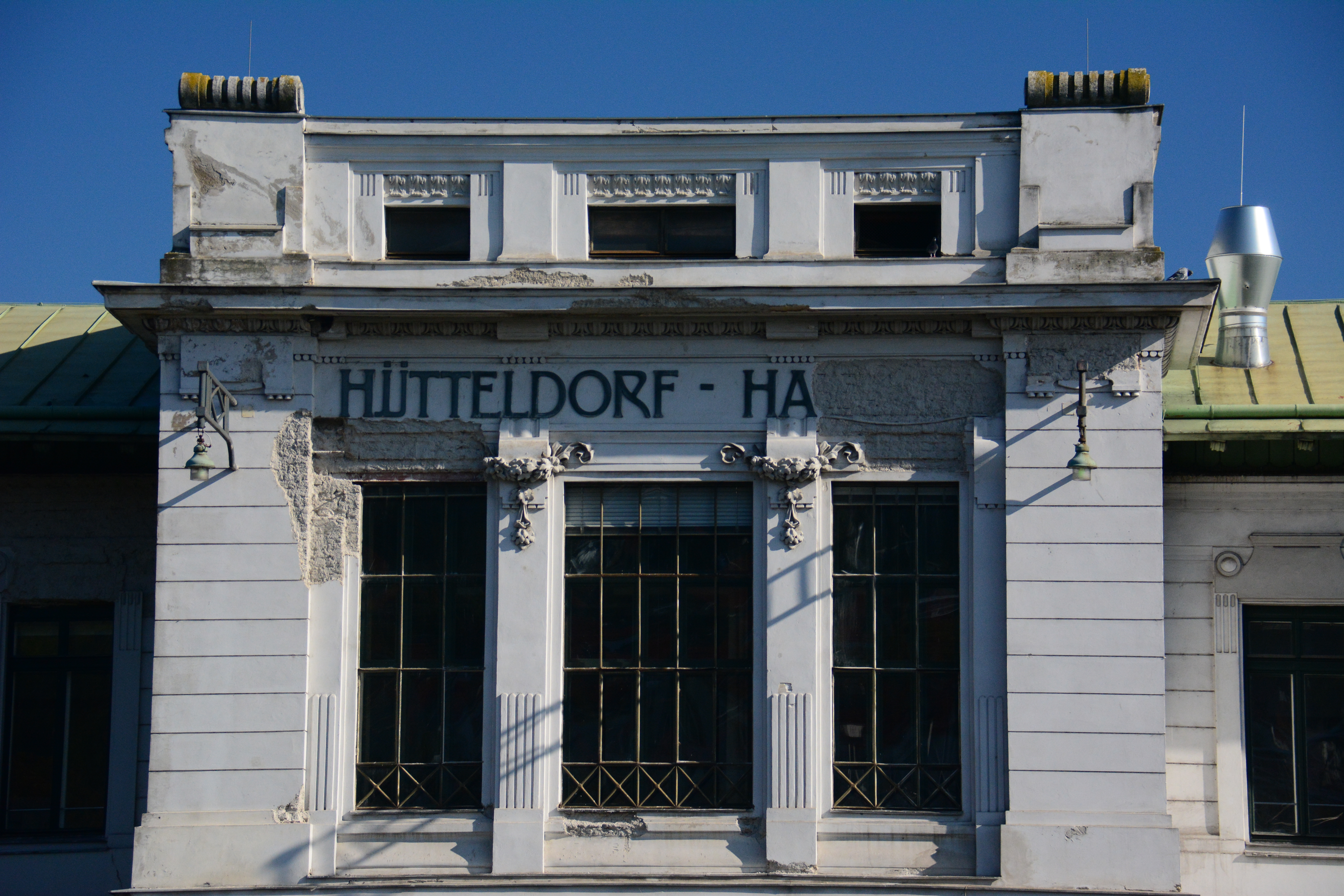
Südseitiges Stationsgebäude, Detailansicht vor der Sanierung (September 2014)
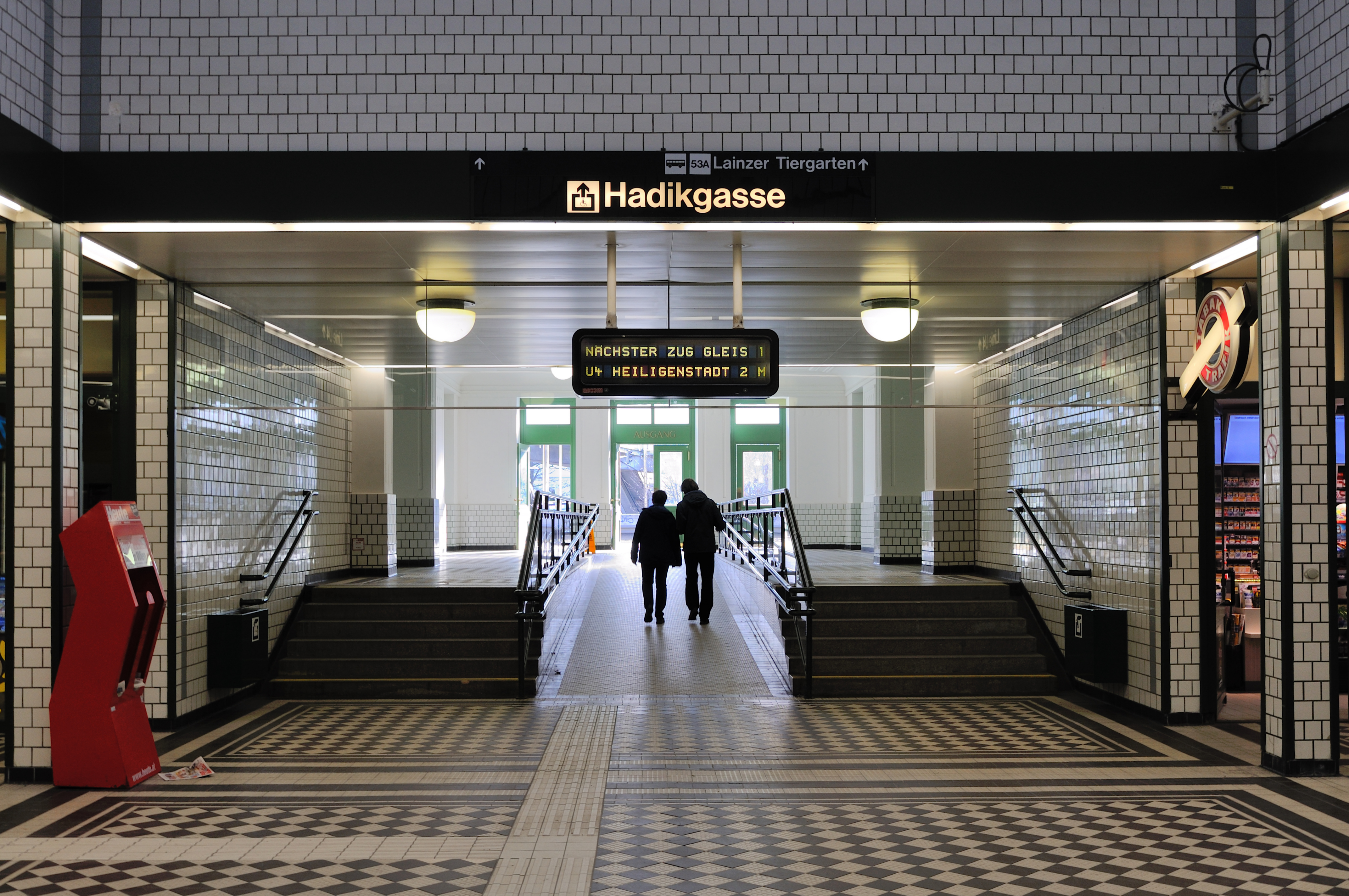
Unterführung mit dem Ausgang aus dem südlichen Stationsgebäude zur Hadikgasse
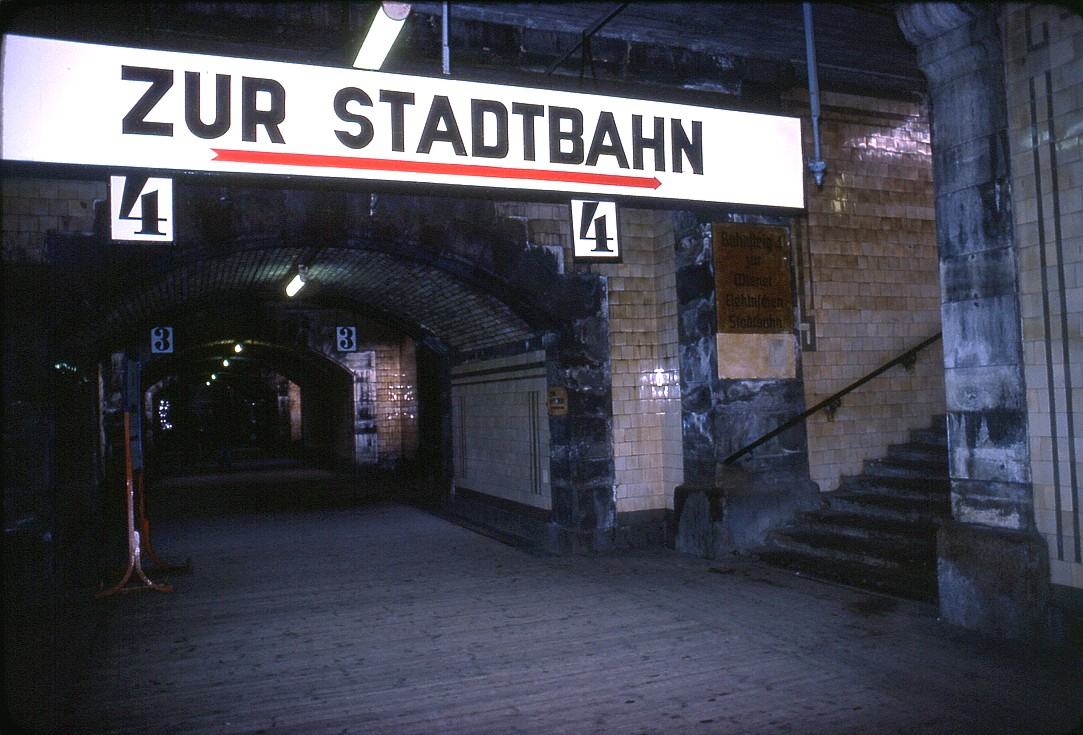
Unterführung in Richtung nördliches Stationsgebäude, Jänner 1979
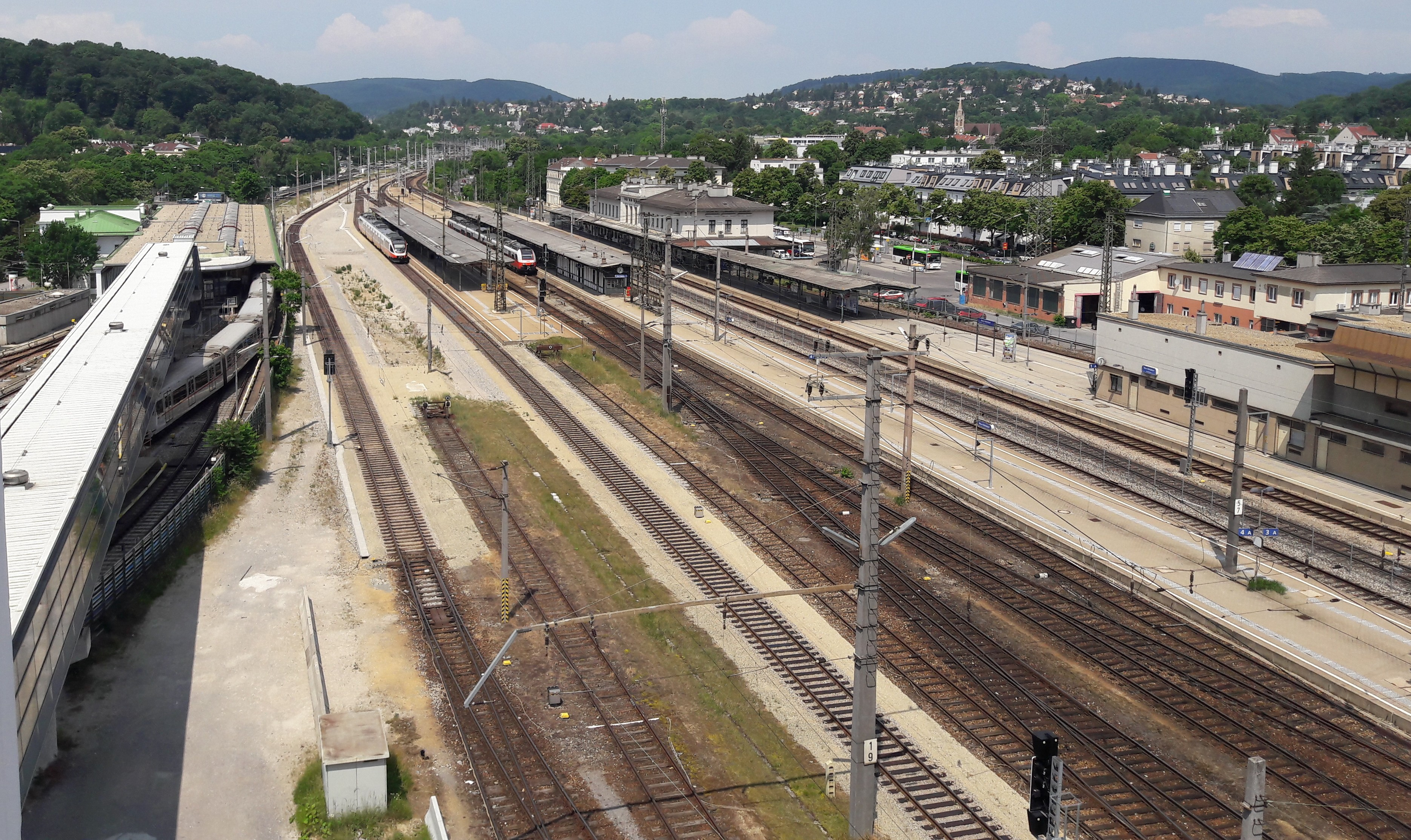
Gesamtansicht, mittig die ÖBB-Gleisanlagen und das nördliche Stationsgebäude; links der Parkhauszugang, die U4-Station sowie das südliche Stationsgebäude (Juni 2018)
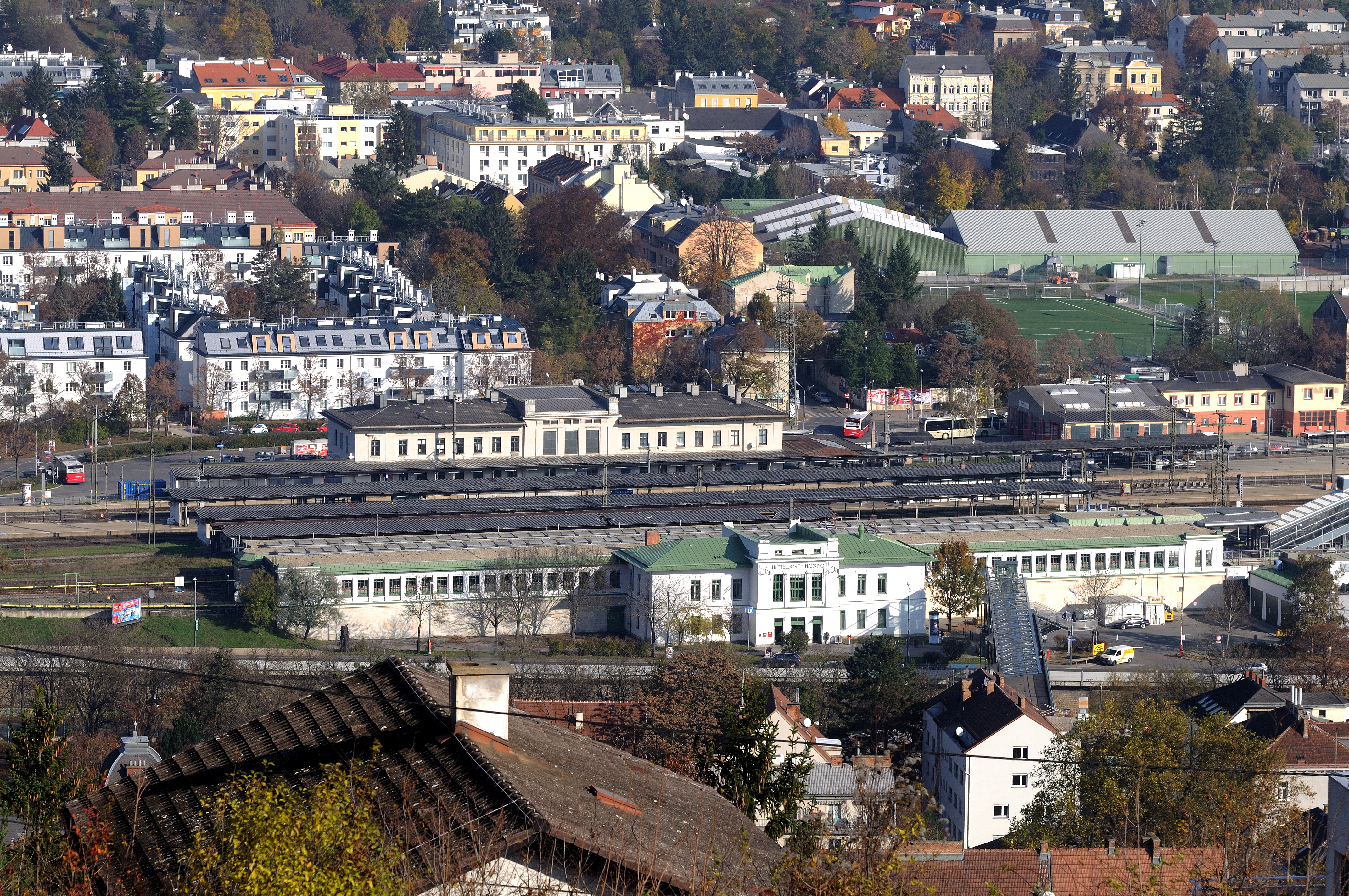
Blick vom Himmelhof: Im Vordergrund das südliche Stationsgebäude mit der U4-Station, dahinter das nordseitige Stationsgebäude und dazwischen die Gleisanlagen der ÖBB
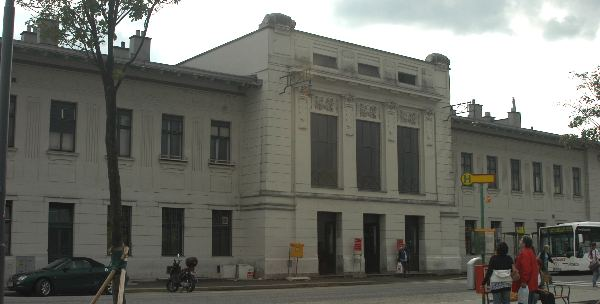
Nördliches Stationsgebäude im September 2007
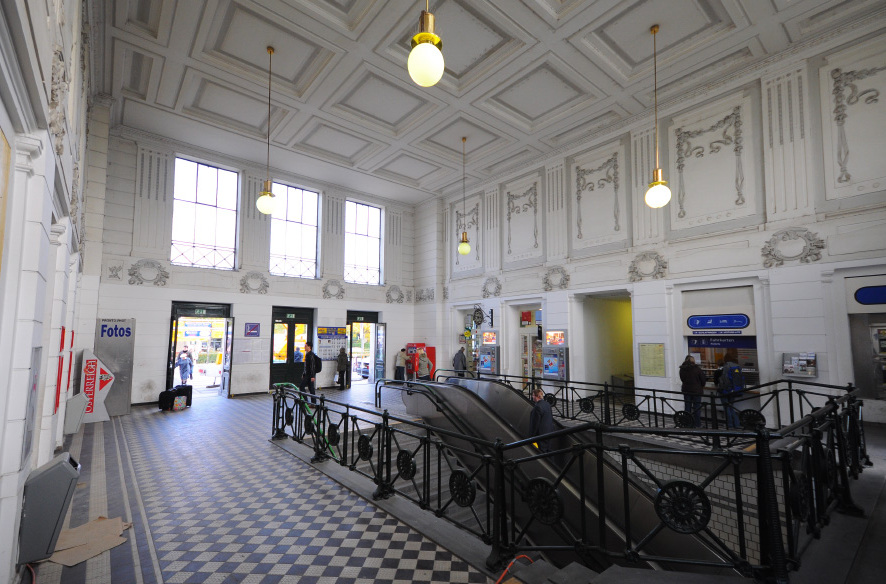
Innenansicht der nördlichen Bahnhofshalle mit direktem Zugang zum Gleis 1 und Abgang zum Verbindungsgang, gesichert durch die typischen Otto-Wagner-Geländer (Oktober 2009)
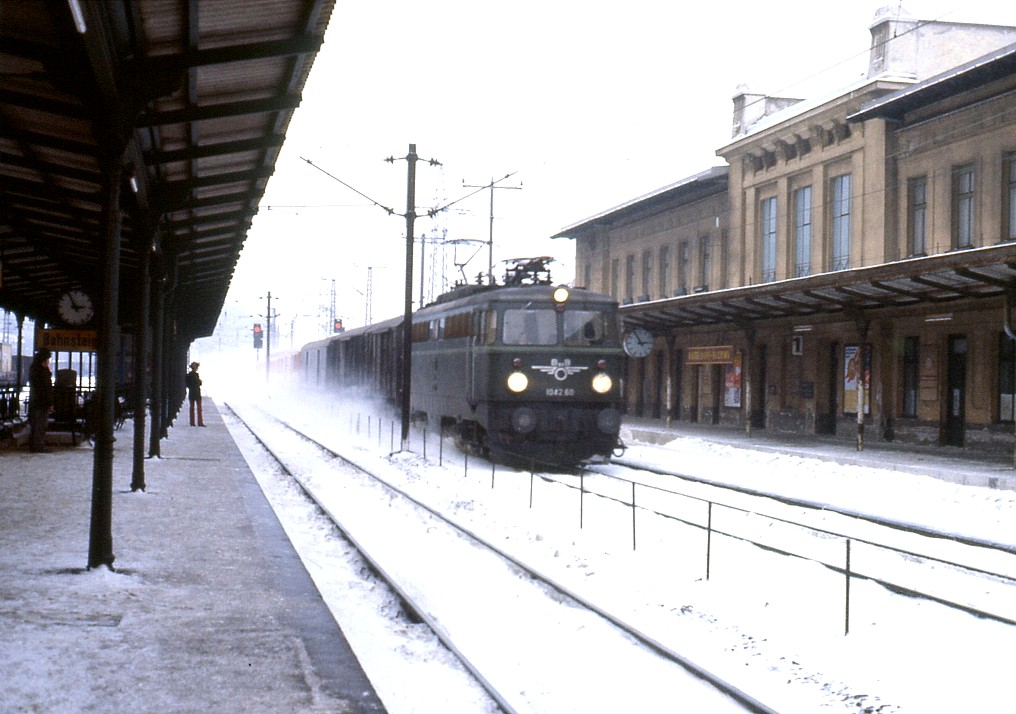
ÖBB-Bahnhofsteil mit Stationsgebäude und Mittelbahnsteig, dazwischen das bahnsteiglose Durchfahrtsgleis (Dezember 1981)
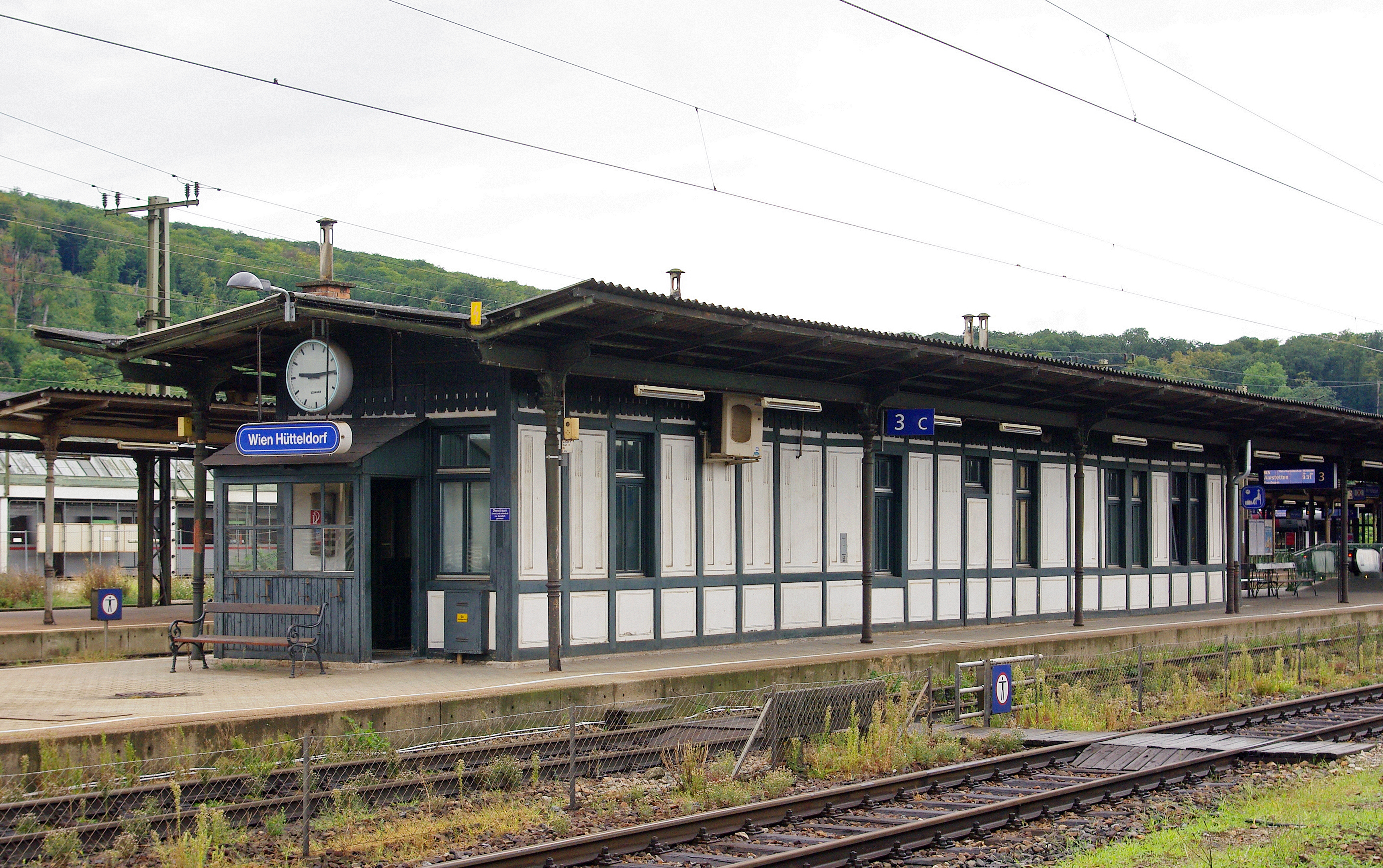
Mittelbahnsteig und Gleis 3 im August 2012
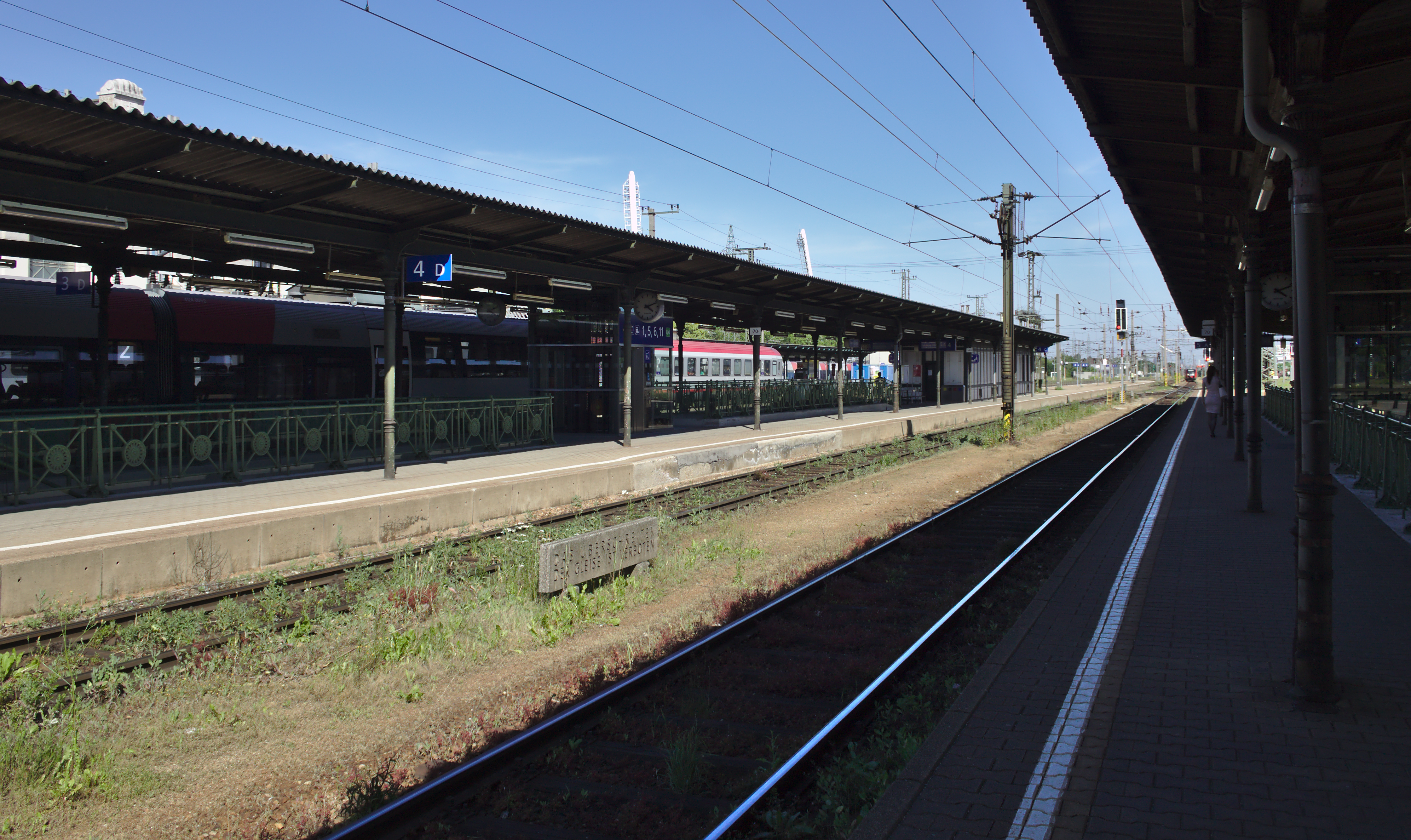
Mittelbahnsteige im Juni 2014
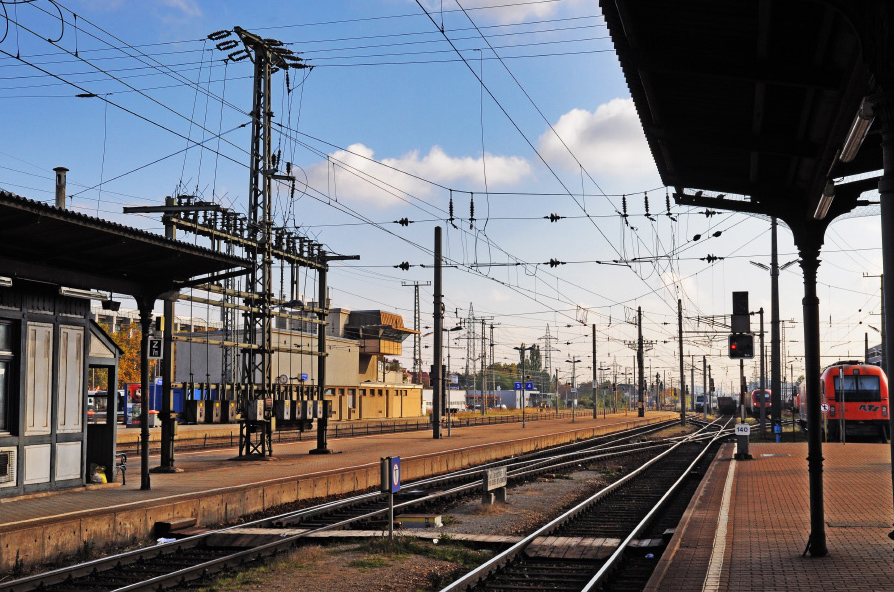
Oktober 2009: Blick vom Bahnsteig 5 in Richtung Osten auf das Zentralstellwerk
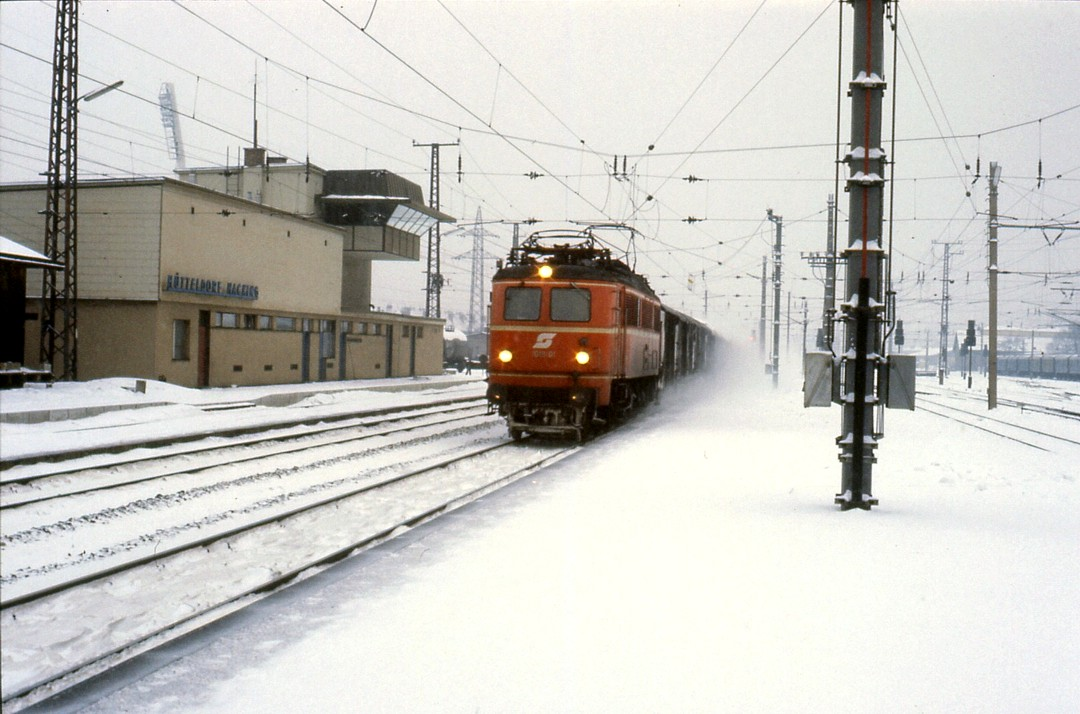
Das Zentralstellwerk im Dezember 1981
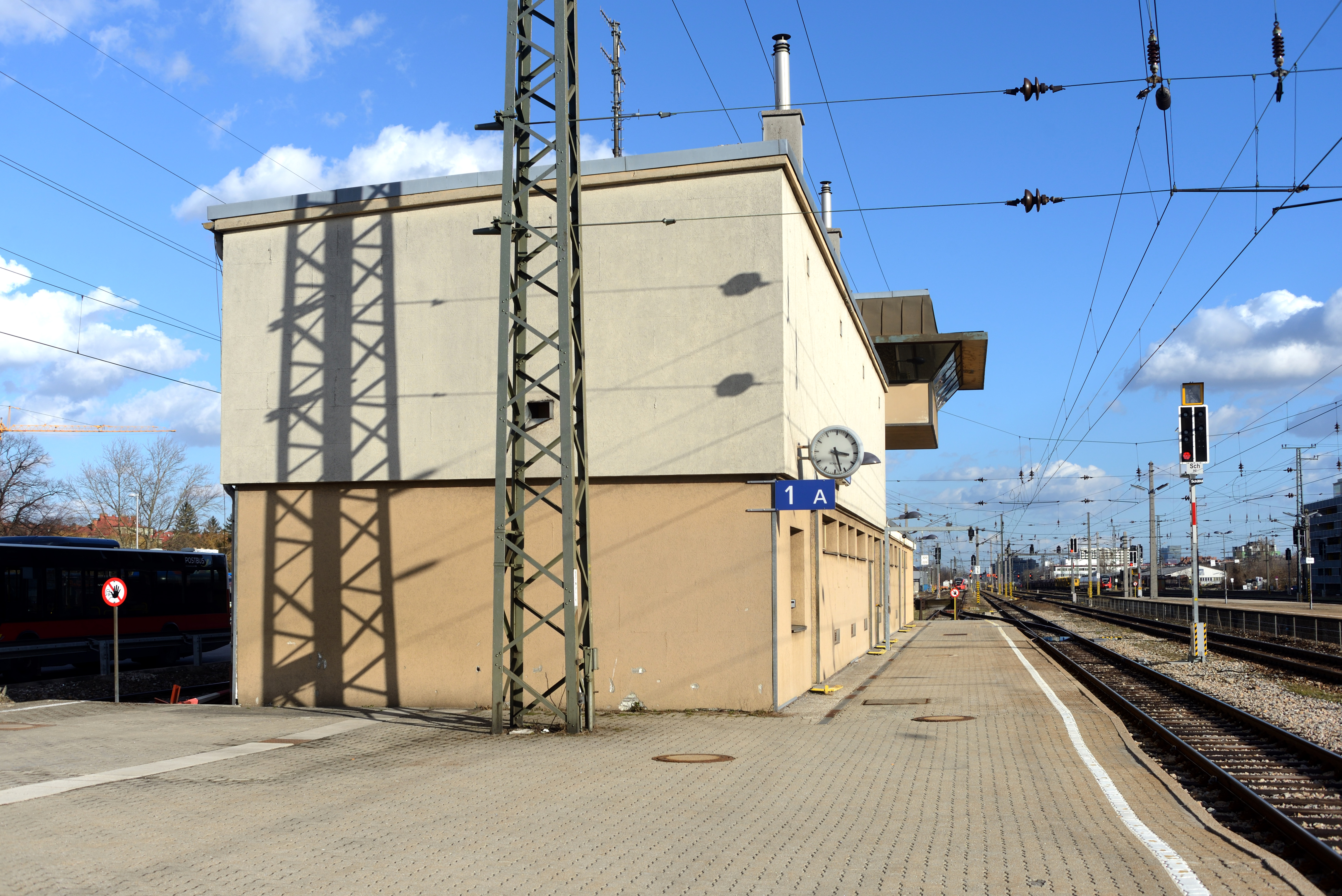
Das Zentralstellwerk im März 2015